# Benedetto Marini

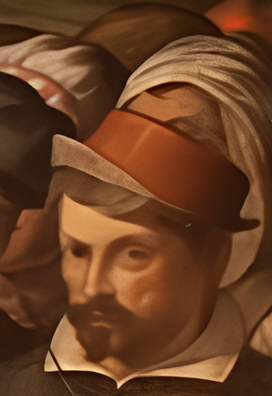
Benedetto Marini, Autoritratto, particolare della Moltiplicazione dei pani e dei pesci, olio su tavola, 1625, olio su tavola, Piacenza, Chiesa di San Francesco.

Benedetto Marini (Urbino, 1583 (?) – Piacenza, 1630) è stato un pittore italiano del primo Seicento.

## Biografia
Benedetto Marini, la cui nascita è fissata attorno al 1583, a Urbino, dove era già attivo uno dei massimi esponenti dell'arte marchigiana, Federico Barocci, si formò non con quest'ultimo ma con Claudio Ridolfi, pittore veneto di matrice "veronesiana" da cui trasse molte caratteristiche stilistiche.
Dopo aver lasciato proprio in Urbino una Pietà e Santi conservata ancora oggi alla Galleria Nazionale delle Marche, forse unica testimonianza nella terra d'origine, si trasferì a Faenza nel 1612, per attendere alle decorazioni di alcune cappelle in Duomo insieme al più anziano Ferraù Fenzoni.
Dopo alcuni anni di attività in territorio faentino e in Romagna, si spostò in Emilia, a Piacenza, dove iniziò ad essere documentato nel 1618. Nella città dei Farnese resterà per una decina d'anni, lavorando molto spesso per il convento francescano e compiendo il suo massimo capolavoro proprio per il refettorio dei Frati minori, ossia la Moltiplicazione dei Pani e dei Pesci, alla quale mise mano anche il pittore milanese Giovanni Mauro della Rovere, detto il Fiammenghino. Lavorò anche per la chiesa di San Giovanni in Canale, ma quasi tutti i dipinti lì realizzati sono perduti.
Verso la fine degli anni venti del Seicento, Marini si spostò a Codogno per dipingere nella collegiata di San Biagio due pale d'altare con l'Adorazione dei Magi e la Strage degli Innocenti, nonché gli affreschi della volta con le Storie della Vergine. 
Gli ultimi documenti che lo attestano in vita risalgono all'aprile 1630 e sono stati redatti a Piacenza; è probabile che sia morto nella grande pestilenza che imperversò in quell'estate.

## Galleria d'immagini

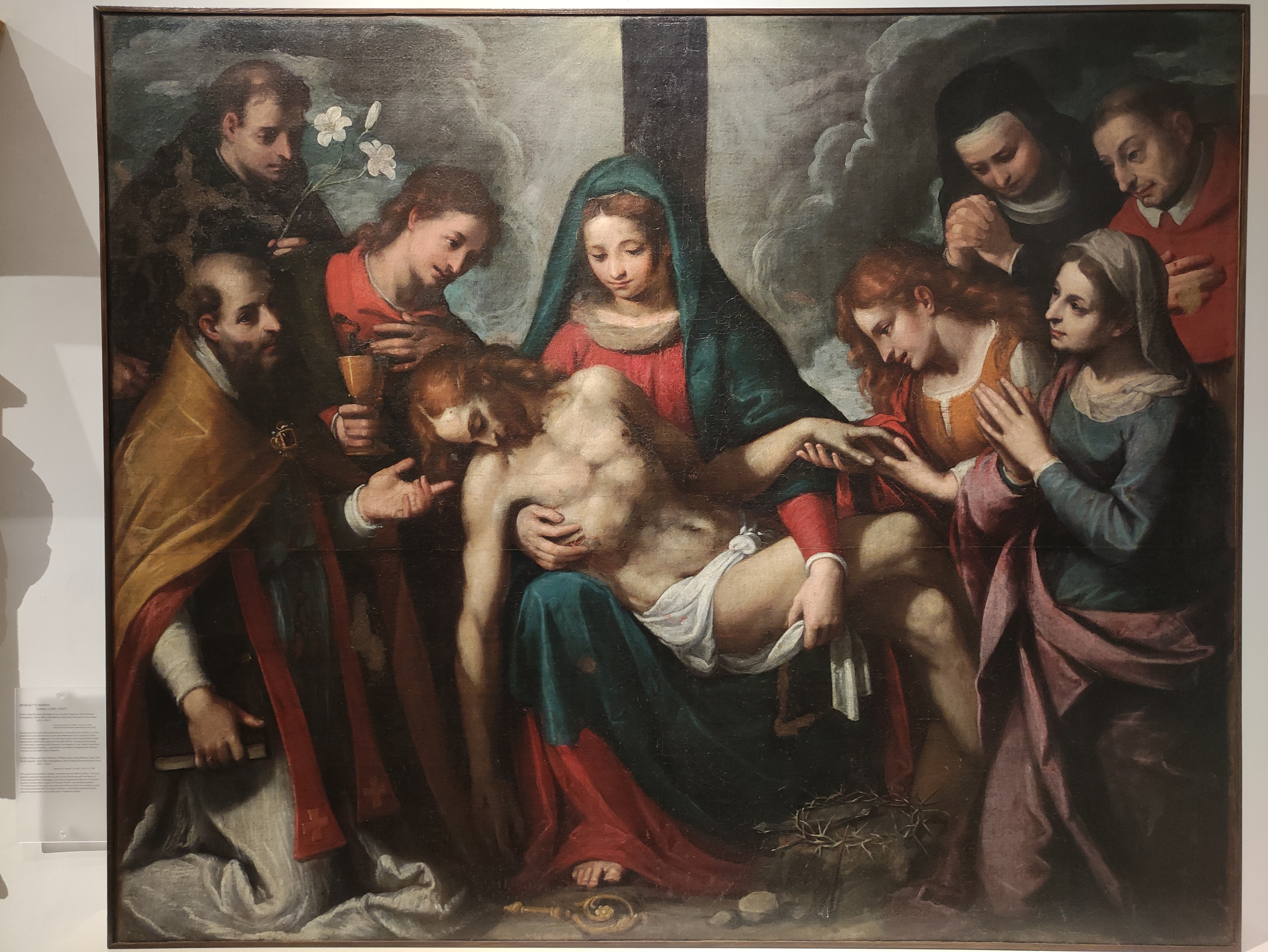
Benedetto Marini, Pietà e Santi, olio su tela,1612, Urbino, Galleria Nazionale delle Marche.
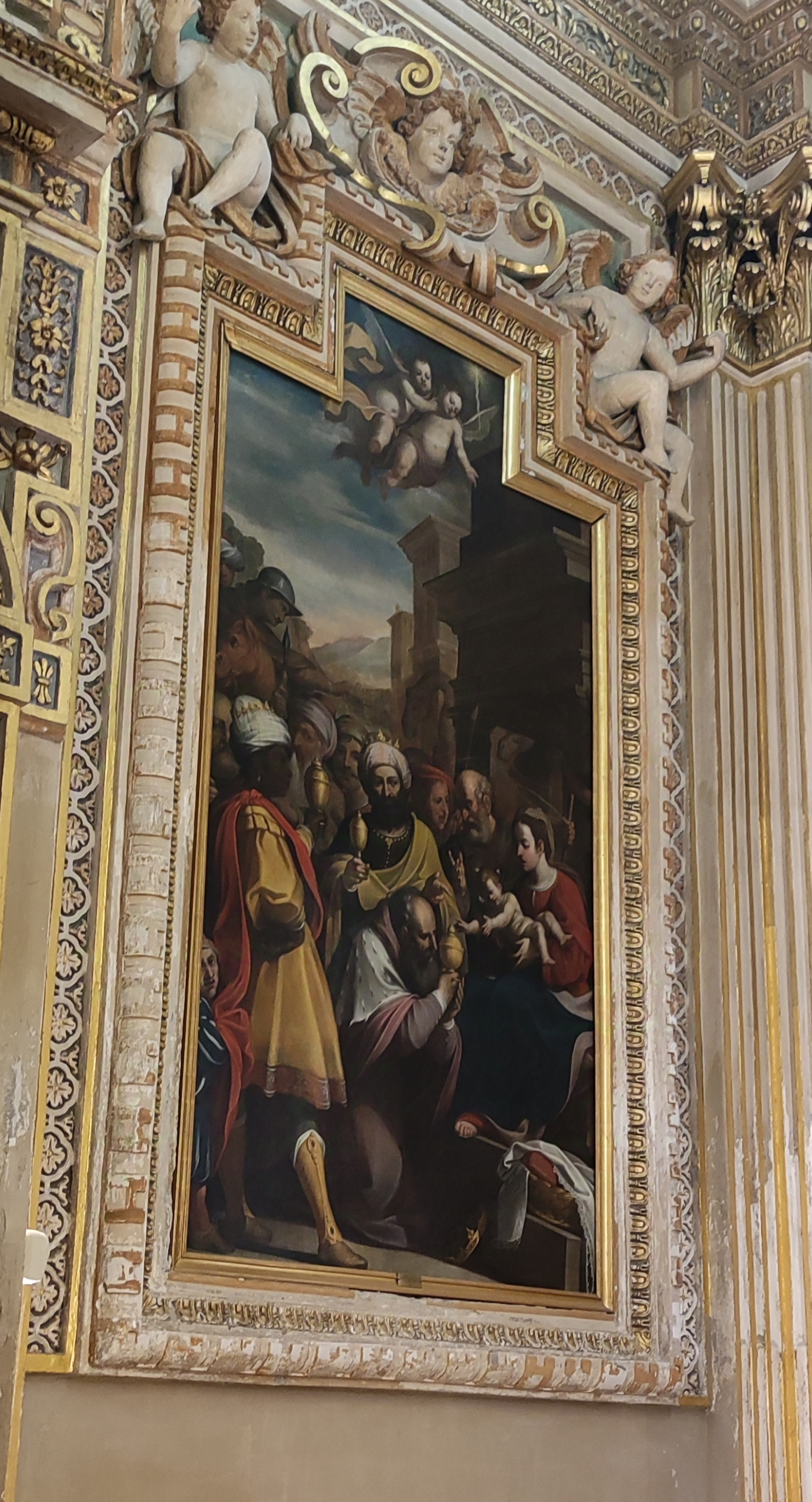
Benedetto Marini, Adorazione dei Magi, olio su tavola,1628-1629 Codogno, chiesa di San Biagio e della Beata Vergine Immacolata.